# Paula López Vicente

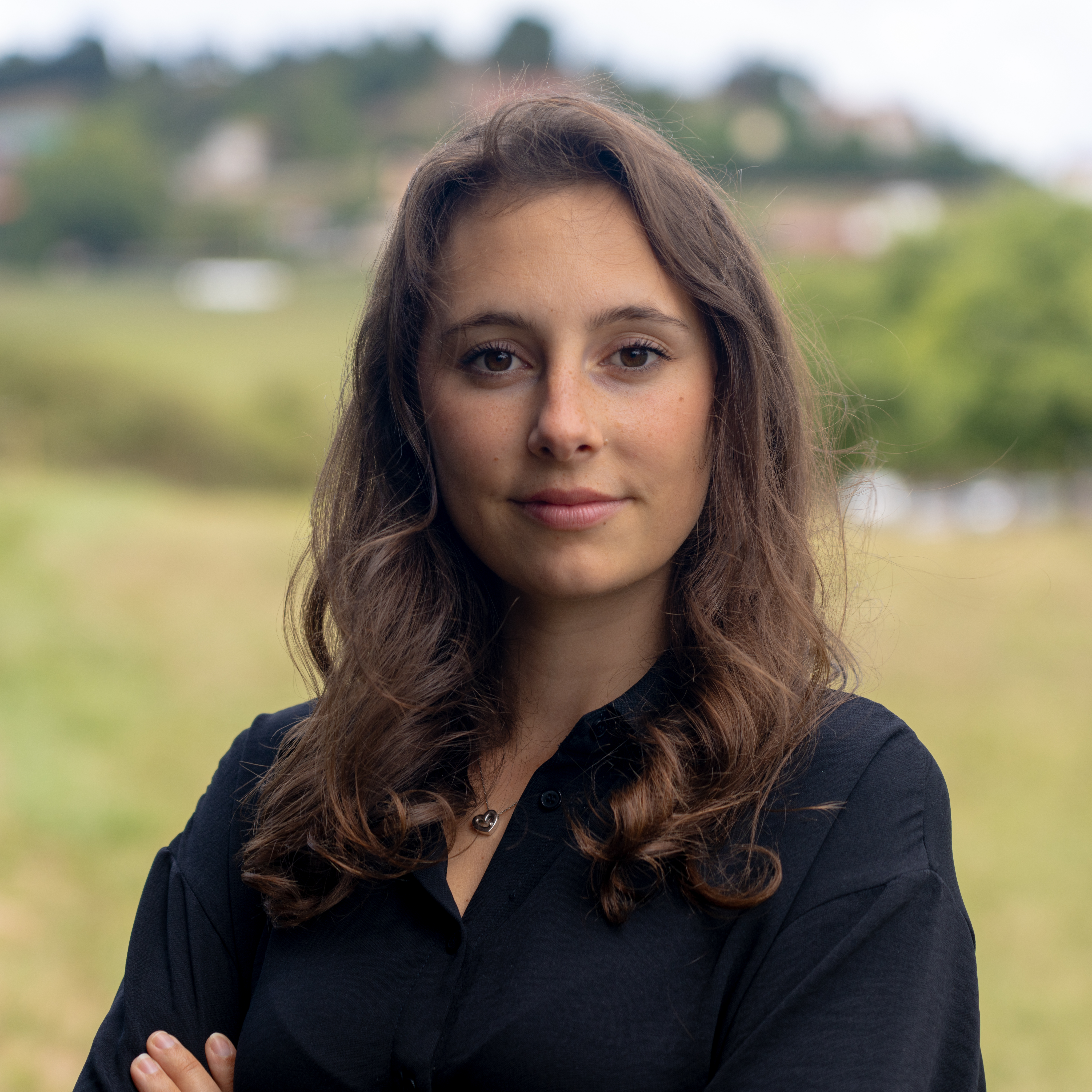
Paula López Vicente

Paula López Vicente (* 20. November 1997 in Seligenstadt) ist eine deutsche Politikerin der Tierschutzpartei. Sie ist seit 2023 eine von drei Bundesvorsitzenden. 

## Leben
Paula López Vicente wuchs in Rodgau auf. Sie ist die zweite von drei Töchtern und hat väterlicherseits spanische Wurzeln. 2023 schloss sie ihr Studium an der Technischen Hochschule Aschaffenburg ab.

## Politik
2019 trat sie in die Tierschutzpartei ein. Von 2021 bis 2024 vertrat sie als eine von zwei Abgeordneten ihre Partei in der Stadtverordnetenversammlung von Rodgau. Seit dem 23. September 2023 ist sie eine von drei gleichberechtigten Bundesvorsitzenden ihrer Partei. Sie trat damit die Nachfolge von Aída Spiegeler Castañeda an, die einige Monate zuvor zurückgetreten war. Zudem kandidierte sie auf Platz drei der Landesliste ihrer Partei bei der Landtagswahl in Hessen 2023 sowie auf Platz fünf der Bundesliste zur Europawahl in Deutschland 2024.
Vicente ist regelmäßig mit politischen Beiträgen auf Instagram aktiv.